# パプアニューギニア地震 (2022年)
パプアニューギニア地震（パプアニューギニアじしん）は日本時間の2022年9月11日午前8時47分ごろにパプアニューギニアで発生した稍深発地震である。日本国内への大きな影響はなかった。

## 概要
震央はカイナントゥから東へ70km地点、震源の深さは116km、地震の規模を示すマグニチュードは7.6と推定されている。震源近傍では日本の気象庁震度階級に換算して震度5弱から震度6弱程度の強い揺れを観測したほか、震央から約350km離れた首都ポートモレスビーでも揺れが感じられた。

## 被害
震源に近いマダンやラエでは、これまで経験したことのないような激しい揺れに見舞われた。地震に伴う地滑りが発生するなどして12人が死亡したほか、医療施設、民家などの建物や道路が損傷し、負傷者は42人に上った。

## 津波
先述の通り津波は発生しなかったものの、地震発生直後は以下の理由から津波被害への注意喚起が行われていた。
- 震央地点が海岸付近であったこと
- 地震発生直後は震源の深さが61kmと実際より浅く解析されていたこと[4]
- 地震の規模がM7.6と大きかったこと

ここでは地震発生からの津波情報の変化について記す。以下の時間は全て9月11日の日本時間（UTC+9）である。
8時47分 地震発生
8時55分
・PTWC
パプアニューギニアや隣国インドネシアの沿岸部の長さ1000km内で津波被害が生じる恐れがあるとして津波警報を発令。
9時23分
・気象庁
太平洋で津波発生の可能性があり、日本への津波の有無については現在調査中と発表。
9時27分
・PTWC
津波警報を解除し、震央近傍において若干の海面変動の可能性はあるが津波被害の心配はないと発表。
11時20分
・気象庁
この地震による日本への津波の影響はないと発表。